# Doktor Faustus

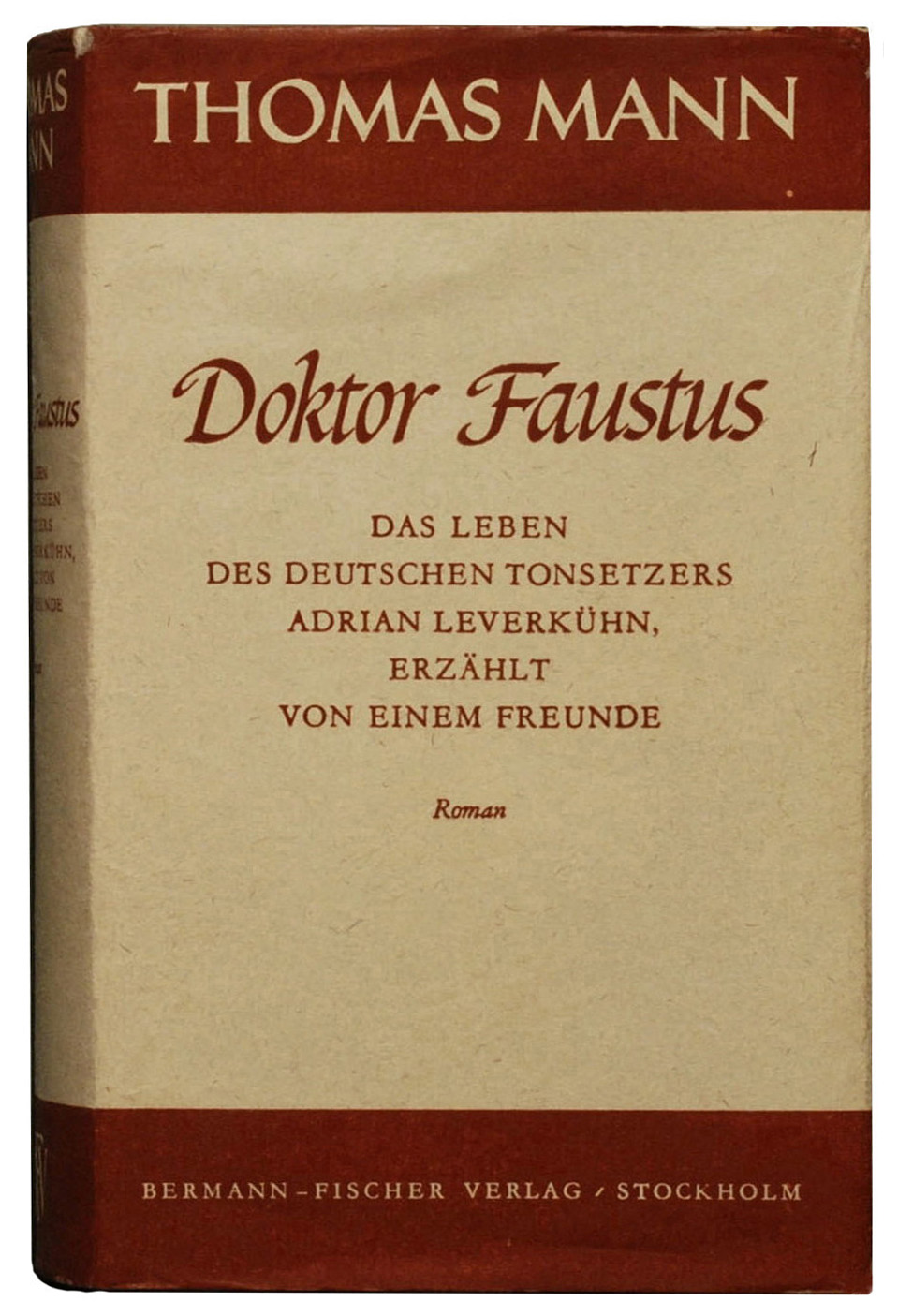
Erstausgabe in Europa 1947

Doktor Faustus. Das Leben des deutschen Tonsetzers Adrian Leverkühn, erzählt von einem Freunde ist der Titel eines 1947 publizierten Romans von Thomas Mann. Der Altphilologe Zeitblom verfasst 1943–1945 die Biographie seines hochbegabten, existenziell gefährdeten Freundes Leverkühn: Seine Schul- und Studienzeit um die Jahrhundertwende, sein Wechsel von der Theologie zur Musik und seine Versuche, durch dämonische Infizierung seine Kreativität zu steigern und unharmonische Kompositionsverfahren als Ausdruck der neuen Zeit zu erfinden, den Wesenskern des Menschen zu erfassen und zu gestalten, bis seine Krankheit 1940 zu seinem Tod führt.
Thomas Manns vielschichtiges Werk ist vordergründig ein an den, von Goethe exemplarisch geprägten, Faust-Mythos anknüpfender Künstlerroman, aber zugleich ein Roman über das Medium der Musik und ein kunsttheoretischer Essay. V. a. ist es ein Zeit- bzw. Epochen-Roman, ein Münchener Gesellschaftsroman und eine Lebensbeichte. In Verbindung dieser Aspekte gestaltete der Autor sein Hauptthema: den „katastrophale[n] Rückfall des hoch- und überentwickelten Geistes in archaische Primitivität“ als individueller und gleichzeitig überpersönlicher, historisch-politischer Prozess, der zur Zeit des Nationalsozialismus eskalierte.

## Inhalt
Das Leben des Komponisten Adrian Leverkühn wird aus der rückblickenden Perspektive seines zwei Jahre älteren Freundes Serenus Zeitblom erzählt, der sich die Begleitung des von ihm bewunderten Musikers und nach dessen Tod die Bewahrung seines Erbes zur Lebensaufgabe gemacht hat. Beide sind sehr unterschiedliche Charaktere, gemeinsam ist ihnen eine elitäre Kunstauffassung. Zeitblom sieht darin eine Führungsaufgabe. Auch für Adrian ist Kunst verbunden mit Geist, sie brauche sich jedoch nicht der Gemeinschaft verpflichtet zu fühlen, „um seiner Freiheit, seines Adels willen“ (Kap. 31). Die beiden kennen sich seit ihrer Kindheit von Sonntagsausflügen der Zeitbloms bei der befreundeten Bauernfamilie Leverkühn und treffen, mit Unterbrechungen, immer wieder an verschiedenen Orten zusammen: zuerst während der Gymnasialzeit in der fiktiven Stadt Kaisersaschern an der Saale und während ihrer Studien in Halle und Leipzig, 1912 bei einem Ferienaufenthalt in den Sabiner Bergen und von 1913 bis 1930 in Oberbayern. In der Zwischenzeit stehen sie miteinander im Briefkontakt. Während Zeitblom das Studium für sein Militärdienstjahr unterbricht und als Dr. phil. abschließt, um dann als Gymnasiallehrer ein bürgerliches Leben mit Familie zu führen, zieht sich Leverkühn weitgehend aus der Gesellschaft zurück und konzentriert sich ganz auf seine neuartigen Kompositionen.
Zeitblom beginnt mit seinen Aufzeichnungen über Leverkühns Lebensweg, die sich auch auf dessen ihm hinterlassene geheime Aufzeichnungen stützen, und über seine musikalischen Produktionen am 27. Mai 1943, zwei Jahre nach dem Tod des Freundes. In Erweiterung der Biographie porträtiert er immer wieder die Gesellschaft von der Jahrhundertwende an bis zum Ende des Zweiten Weltkriegs und kommentiert die politischen Ereignisse vor und während der beiden Kriege.

### Adrian Leverkühns Leben

#### Elternhaus
Adrian wird 1885 auf dem Bauernhof Buchel in Oberweiler bei Weißenfels geboren. Er hat zwei Geschwister, Georg und Ursula, mit denen er in freundschaftlichem, aber distanziertem Verhältnis steht. Seine Mutter Elsbeth Leverkühn ist eine anspruchslose Frau. Trotz ihrer reizvollen, auffallend „warmen Mezzosopran-Stimme“ und ihrer „latenten inneren Musikalität“ und obwohl sie als einfache Bäuerin hin und wieder zu einer alten Gitarre greift, ein paar Akkorde zupft und kleine Melodien dazu summt, „lässt sie sich aufs eigentliche Singen nie ein“. So macht Adrian, zusammen mit seinem Bruder und seinem Freund Serenus, seine frühesten musikalischen Erfahrungen erst bei der Stallmagd Hanne, welche die drei zum gemeinsamen Kanonsingen anleitet (Kap. 4). Leverkühns Vater Jonathan, der sich in seiner Freizeit naturwissenschaftlichen, biologischen und chemisch-physikalischen Experimenten widmet, lässt seine beiden Söhne anfangs durch einen Hauslehrer unterrichten (Kap. 4). Dieser empfiehlt für den begabten Bauernsohn eine gymnasiale Ausbildung.

#### Gymnasium in Kaisersaschern
Adrian besucht von 1895 an zusammen mit dem zwei Jahre älteren Serenus das Gymnasium im nahe bei Merseburg und Naumburg gelegenen Kaisersaschern. Er wohnt bei seinem Onkel Nikolaus, einem weit über die Stadt hinaus bekannten Geigenbauer und Musikalienhändler, in dessen umfangreichem Magazin er viele Musikinstrumente kennenlernt (Kap. 7). Der Onkel erkennt seine Begabung und lässt ihn vom Dom-Organisten und Komponisten Wendell Kretzschmar im Orgelspiel und in der Kompositionslehre unterrichten (Kap. 8 und 9). Kretzschmar ist ein kompetenter Musikexperte und hält trotz seiner kuriosen Rhetorik mit häufigen Stotter-Hemmnissen Vorträge über musikalische Themen. Er wird fortan Leverkühns Mentor: Hat Adrian bisher die „Kuhwärme“ der Volksmusik in der familiären Gemeinschaft kennengelernt, so wird diese jetzt von der Abstraktion der mathematischen Strenge überlagert und er entdeckt die geheimnisvolle Vieldeutigkeit der Musik als „Zweideutigkeit der Systeme“ (Kap. 10).

#### Theologiestudium in Halle
Nach Abschluss des Gymnasiums studiert Leverkühn jedoch nicht, wie allgemein erwartet, Musik, sondern Theologie an der Universität Halle (Kap. 11–15). Er hört Vorlesungen bei Professor Ehrenfried Kumpf (Kap. 12), einem Vertreter des „Vermittlungskonservatismus mit kritisch-liberalen Einschlägen“ und bei dem Privatdozenten Eberward Schleppfuß (Kap. 13), der über die psychologische Illuminierung seiner „dämonische[n] Welt- und Gottesauffassung“ spricht und betont, das „Verruchte“ sei „ein notwendiges und mitgeborenes Korrelat des Heiligen“. Gottes Dilemma sei der freie Wille einerseits und das Verbot zu sündigen andererseits. Die Inquisition stelle schließlich das Einvernehmen zwischen dem Richter und dem Delinquenten her. Das Böse trage zur Vollkommenheit des Universums bei durch „wechselseitige Existenzverstärkung“. Als Mitglied der christlichen Verbindung „Winfried“ (Kap. 14) diskutiert Adrian mit seinen Kommilitonen u. a. über die Themen Jugend als Motor der Gesellschaft, Individuum und Gemeinschaft, Kirche und Christentum. Er sieht die Kirche als Ordnungsmacht gegenüber dem zum Wahn tendierenden Religiösen und betont die Nützlichkeitsfunktionen als Begründung des Staates. Doch ihn langweilen die theologischen Vorlesungen und Burschenschaftsveranstaltungen. So bricht er das Studium bereits nach dem 4. Semester ab und erklärt, er habe sich nicht aus Frömmigkeit oder Berufung der Theologie „unterstellt“, sondern weil er sich „demütigen“, „beugen“, „disziplinieren“, „den Dünkel [s]einer Kälte bestrafen wollte, kurz aus contritio [Buße]“ (Kap. 15).

#### Musikstudium in Leipzig
Adrian wechselt mit dem Wintersemester 1905 nach Leipzig, wohin inzwischen Kretzschmar zum Dozenten berufen worden ist (Kap. 16), um „sich ganz der Musik in die Arme zu werfen“, weil sie ihm als eine „magische Verbindung aus Theologie und der so unterhaltenden Mathematik“ erscheint: „[S]ie hat so viel von dem Laborieren und insistenten Betreiben der Alchimisten und Schwarzkünstler“ und zugleich „Abtrünnigkeit, nicht vom Glauben […] sondern im Glauben […] alles ist und geschieht in Gott, besonders auch der Abfall von ihm“. Er strebt nicht die Laufbahn eines konzertierenden Künstlers oder Dirigenten an, sondern das „hermetische Laboratorium, die Goldküche, die Komposition“, die „theoretische Geheimlehre“. Denn dies entspricht seiner Persönlichkeit und seinem Interessensgebiet: „Die Kühle, die ›rasch gesättigte Intelligenz‹, der Sinn für das Abgeschmackte, der Ermüdbarkeit, die Neigung zum Überdruss, die Fähigkeit zum Ekel“ sieht er zusammen mit seiner „Begabung“ als „Berufung“ an, weil es nicht nur der „privaten Persönlichkeit“ angehöre, sondern auch Teil „überindividueller Natur und Ausdruck […] eines kollektiven Gefühls für die historische Verbrauchtheit und Ausgeschöpftheit der Kunstmittel, der Langeweile daran und des Trachtens nach neuen Wegen“ sei, ein „vitales Bedürfnis der Kunst nach evolutionärem Fortschritt“ (Kap. 15). Parallel zum Studium der traditionellen Musik experimentiert Leverkühn mit neuen Ausdrucksformen (Kap. 18). Auf der Suche nach einem neuen Klangkörper interessiert er sich für das Skalensystem des Mathematikers Claudius Ptolemäus und die Verwandtschaft von Musik und Himmelskunde. Neben dem Musikstudium belegt er philosophische Vorlesungen, verkehrt in einem Kreis junger Intellektueller, einer „Art von Bohème-Club“ im „Café Central“ und befreundet sich mit dem Dichter und Übersetzer Rüdiger Schildknapp (Kap. 20).

#### Esmeralda
Gleichzeitig mit dieser geistig-künstlerischen Entwicklung durchläuft Leverkühn während des Leipzig-Aufenthalts auch eine innere seelische Entwicklung. Das kurze, für sein bisheriges Asketentum noch folgenlose Zusammentreffen mit der Prostituierten „Esmeralda“ (Kap. 16) sieht er – wie es seine geheimen Aufzeichnungen offenbaren – später als Einschnitt in seinem Leben, als Verführung durch den Teufel an. Um musikalische Genialität zu erlangen und im Rauschzustand neuartige, die alte klassische Harmonie sprengende Musikwerke schreiben zu können, folgt er 1906 Esmeraldas Spur nach Preßburg und infiziert sich bei ihr, trotz deren Warnung, bewusst mit Syphilis. Nachdem der erste ihn behandelnde Arzt plötzlich gestorben und der zweite überraschend verhaftet worden ist, sucht er keine weitere medizinische Beratung und sieht die Erkrankung als schicksalshaft an. Der Ruf „hetaera esmeralda“, den Leverkühn als Tonfolge „h-e-a-e-es“ motivisch wiederkehrend in seine Werke einbaut, wird zum Ausdruck jener Verlockung (Kap. 19).

#### Neue Musikkonzeption
Nach diesem einmaligen sexuellen Kontakt führt Adrian wieder in „Keuschheit und Enthaltsamkeit“ das „Leben eines Heiligen“, das allerdings nicht mehr „dem Ethos der Reinheit, sondern dem Pathos der Unreinheit entsprang“ (Kap. 24). Der „Konservatismus seiner Lebensweise“ kontrastiert mit seiner Kritik an der Vorspiegelung der Kunst, harte Arbeit und ein geschlossenes Kunstgebilde als spontan entsprungen erscheinen zu lassen. Ein solcher schöner Schein widerspreche unserem „Wahrheitssinn“, d. h., er stehe in keiner „legitimen Relation“ zu der „völligen Unsicherheit, Problematik und Harmonielosigkeit unserer gesellschaftlichen Zustände“ und sei „zur Lüge geworden“. „Echt und ernst [sei] allein das ganz Kurze, der höchst konsistente Augenblick“ (Kap. 21). Er verfolgt die Idee der Vereinigung des Alten mit dem Neuen, der Vergangenheit mit der Gegenwart und Zukunft, der individuellen Freiheit mit der Unterordnung, der Spontaneität in der Gebundenheit in Gesetz, Regel, Zwang, System. Er sucht „die vollständige Integration aller musikalischen Dimensionen, ihre Indifferenz gegeneinander kraft vollkommener Organisation“ und „das magische Wesen der Musik in menschliche Vernunft aufzulösen“ (Kap. 22).

#### München
Seine Leipziger Zeit endet nach viereinhalb Jahren im September 1910 mit dem Abschluss seines Philosophiestudiums. Als Doktor phil. zieht Adrian nach München um, wohnt für neun Monate bei der Bremer Senatorwitwe Rodde, trifft den ebenfalls in die bayrische Residenz umgesiedelten Rüdiger Schildknapp und lernt durch ihn in den Salons die Künstler-Szene kennen (Kap. 23). Auch nach seinem Rückzug aus der Großstadt besucht Adrian weiterhin die intellektuellen und künstlerischen Zirkel bei Roddes oder im Schlaginhaufen’schen Salon und hört den kulturkritischen Gesprächen zu. Während seiner Krankheitsphasen informiert ihn Zeitblom über die zunehmend nationale Stimmung im Sixtus Kridwiß-Kreis. Ausführlich erzählt ihm der Freund die tragischen Geschichten der beiden Rodde-Töchter, der untreuen Professorengattin Ines Institoris, die Jahre später ihren Liebhaber ermordet, und der 1922 durch Suizid gestorbenen Schauspielerin Clarissa. In den ersten Fall wird Leverkühn in den 1920er Jahren durch seine Freundschaft mit dem Geiger Rudolf Schwerdtfeger verwickelt (Kap. 29, 32, 35).

#### Teufelsgespräch
Leverkühn sucht nach einem Ort, wo er sich „recht vor der Welt vergraben und ungestört mit [s]einem Leben, [s]einem Schicksal Zwiesprache halten könnte“ und verbringt mit Rüdiger fast zwei Jahre in Rom und Palestrina. Hier hat er eine, in seinen hinterlassenen Aufzeichnungen beschriebene Teufels-Erscheinung – ob es, wie er annimmt, eine Fieberphantasie mit einem Selbstgespräch bzw. eine Wahnvorstellung ist oder eine reale Begegnung, bleibt offen.
Der Besucher mit rötlichem Haar und der Artikulation eines Schauspielers stellt sich ihm als der Verführer vor, der ihm in Leipzig Esmeralda gezeigt und ihn damit in Preßburg zur Syphilis-Infizierung verleitet hat, die durch die abgebrochenen ärztlichen Behandlungen zur Gehirnentzündung führen wird. Bis dahin will er ihm 24 Jahre Zeit und eine ungeahnte Steigerung seiner Kreativität verkaufen. „[S]chöpferische, Genie spendende Krankheit […], die hoch zu Ross die Hindernisse nimmt, in kühnem Rausch“ sei „tausendmal dem Leben lieber […] als die zu Fuße latschende Gesundheit“. Der Gast transformiert sich vom „Ludewig und Mannsluder“ zunehmend zum „Intelligenzler, der über Kunst, über Musik, für die gemeinen Zeitungen schreibt“, einem „Theoretiker und Kritiker, der selbst komponiert“, und überzeugt Adrian, dass „ein Ingenium […] mit der Hölle zu tun hat.“ Der Künstler sei „der Bruder des Verbrechers und des Verrückten“. Er bietet ihm einen Pakt an. „Aufschwünge liefern wir und Erleuchtungen, Erfahrungen von Enthobenheit und Entfesselung, von Freiheit, Sicherheit, Leichtigkeit, Macht- und Triumphgefühl, dass unser Mann seinen Sinnen nicht traut, - eingerechnet noch obendrein die kolossale Bewunderung für das Gemachte […] die Schauer der Selbstverehrung, ja des köstlichen Grauens vor sich selbst, unter denen er sich wie ein begnadetes Mundstück, wie ein göttliches Untier erscheint. Und entsprechend tief, ehrenvoll tief, geht’s zwischendurch auch hinab, nicht nur in Leere und Öde und unvermögende Traurigkeit, sondern auch in Schmerzen und Übelkeiten“. Diese „Hölle im voraus“ benötige er, wenn er die verbrauchten traditionellen kompositorisch geschlossenen Kunstwerke mit ihrem „selbstgenügsamen Schein“ durch kühne neue Tonkombinationen ersetzen wolle. Zulässig sei heute nur noch „der nicht fiktive, der nicht verspielte, der unverstellte und unverklärte Ausdruck des Leids in seinem realen Augenblick“. Als Gegenleistung müsse Adrian ein kaltes Leben führen und auf wärmende menschliche Liebe verzichten. Nach seinem Tod setze sich sein „extravagantes Dasein[-]“ im Reich des Teufels als die Steigerung seiner irdischen Freuden und Qualen ewig fort, aber wegen seiner Unfähigkeit zur „Zerknirschung über die Sünde“ und zur inneren religiösen Umkehr und seines Stolzes sei ihm die himmlische Sphäre sowieso verschlossen.

#### Pfeiffering
Nach der Rückkehr aus Italien, im Herbst 1912, verlegt Adrian für den Rest seines künstlerischen Lebens seinen Wohnsitz in eine an seine Kindheit erinnernde Landschaft: auf den einsam gelegenen Bauernhof von Max und Else Schweigestill im fiktiven Pfeiffering bei Waldshut südlich von München. Hier arbeitet er nach „Love’s Labour’s Lost“ weitere Kompositionen: Brentano-Gesänge, Klopstocks Ode „Die Frühlingsfeier“ und kosmische Musik, eine dramatische Groteske auf Basis der „Gesta Romanorum“. Erschwert wird seine Arbeit, als Folge der Syphilis-Infizierung, durch häufige Kopfschmerzen und Migräne-Anfälle.
Adrian zieht sich allerdings nicht völlig auf das Land zurück, sondern nimmt die Verbindung zu seinen Bekannten aus der Münchener Zeit wieder auf (Kap. 26). Besuch empfängt er von zwei Malern, der Schriftstellerin Jeannette Scheurl, dem Geiger Rudolf Schwerdtfeger, seinem Reisefreund Rüdiger Schildknapp und, nach seiner Anstellung am Freisinger Gymnasium 1913, von Zeitblom, mit dem er über die Wunder der Meerestiefe, die Planetensysteme und die Krise der Kultur diskutiert. Er selbst nimmt an Konzertveranstaltungen und den Treffen bei Roddes oder im Schlaginhaufen’schen Salon teil, interessiert sich aber nach wie vor nicht für die politische Lage und bleibt von den Ereignissen persönlich unberührt, während die Anwesenden kulturpolitische Gespräche führen (Kap. 28): z. B. über neuzeitlich-umstürzlerische und traditionelle Tendenzen, kulturelle Zerfallserscheinungen, Wagners Opern im Hoftheater, Musik-Erfindungen „fortschrittlicher Barbarei“ usw. Bei Kriegsbeginn bezieht Leverkühn allerdings im Gespräch mit Zeitblom Position. Er, der alles Patriotisch-Nationale ironisiert und die kulturelle Tradition als erschöpft ansieht, widerspricht seinem Freund, der sich vom deutschen Sieg eine Befreiung aus der Umzingelung durch die Großmächte und eine geistige Erweiterung in die Welt hinaus verspricht: durch den Kriegsverlauf sei gerade das Gegenteil der Fall. Es gebe nur ein Problem in der Welt, die Frage, wie man durchbreche und ins Freie gelange (Kap. 30).
Trotz der beim Publikum erfolglosen „Verlorene-Liebesmüh“-Aufführung in Lübeck wird sein Name „in den inneren Cirkeln der Kunst“ bekannt und seine Werke finden Beachtung. Über Aufführungen in Zürich, Weimar und Prag wird heftig gestritten. Man beurteilt sie als „Widerspiel zur nationalistisch-wagnerisch-romantischen Reaktion“, wirft ihm „Kunstverhöhnung“, „Nihilismus“, „musikalisches Verbrechertum“ und „Kultur-Bolschewismus“ vor. Aber er hat auch Anhänger, intelligente Fürsprecher, mächtige Verteidiger und in der reichen ungarischen Frau von Tolna eine geheime „Schutzgöttin“, die für positive Rezensionen in der Musikzeitschrift „Der Aufbruch“ sorgt. 1923 versucht der französische „Musik-Gewerbmann“ Saul Fitelberg in einem satirisch überzeichneten Auftritt in Pfeiffering vergeblich, für ihn Konzerte zu veranstalten und ihn dem Publikum als deutsches Genie zu präsentieren (Kap. 37).

#### Rudolf Schwerdtfeger
Gegen Ende des Ersten Weltkriegs verschlechtert sich Leverkühns Gesundheitszustand: zu den Kopfschmerzen kommen Magenbeschwerden und tiefe Ermattung hinzu und der Arzt Kürbis vermutet eine vom Gehirn ausgehende Zentralwirkung. Zeitblom vermutet in seiner Neigung nach „symbolhafter Parallele“ einen Zusammenhang mit dem „vaterländischen Unglück“. Auch verändert sich Adrians Verhalten weg von der im Teufelsgespräch geforderten Distanz und Kälte zu einer Sehnsucht nach menschlicher Nähe. Zwischen seinen im abgedunkelten Zimmer kurierten Migräneanfällen arbeitet er an den „Gesta-Spielen“ und konzipiert bereits die „Apocalipsis cum figuris“, spielt seinen Freunden bei ihren Besuchen „neu Geschriebenes aus seinen wunderlichen Partituren vor“ und trägt ihnen seine Kunstauffassung, die „Läuterung des Komplizierten zum Einfachen […] die Wiedergewinnung des Vitalen und der Gefühlskraft“, vor und seinen Wunsch des Durchbruchs „aus geistiger Kälte in eine Wagniswelt neuen Gefühls“. Wem dies gelänge, den müsste man „den Erlöser der Kunst“ nennen (Kap. 31).
In dieser Phase der Schwäche entwickelt sich im Januar 1919 eine, an der für Adrian seltenen Duzfreundschaft erkennbare, Zuneigung zum Violinisten Rudolf Schwerdtfeger, dem Ersten Geiger im Münchener „Zapfenstößer-Orchester“, den Zeitblom als präzisen und sauberen Spieler, wenn auch mit „kleinem Ton“ beschreibt. In Gesellschaften imponiert er mit der erstaunlichen Fertigkeit, virtuos die schwierigsten Melodien pfeifen zu können. Schwerdtfeger nähert sich in „seiner Flirt-Natur“ fürsorglich dem Kranken im wegen der Migräne und Lichtempfindlichkeit abgedunkelten Schlafzimmer, nutzt dessen „hilflosen Zustand“ aus, um dessen „Sprödigkeit, Kühle, ironische Abweisung zu überwinden“. Auch offenbart er ihm seine stadtbekannte Affäre mit der Münchener Rodde-Tochter Ines Institoris und stellt sich als Opfer der ihn leidenschaftlich begehrenden und als Alleinbesitz beanspruchenden Professorengattin und Mutter dreier Kinder dar, von der sich befreien müsse.
Zugleich macht er einen „Anschlag der Zutraulichkeit auf die Einsamkeit“ Adrians und bittet ihn in einer Mischung aus „koboldhafte[r] Dämonie“ und „kindische[r]“ Naivität um eine Komposition für sein Violinkonzert: „Einverleiben“ wolle er es sich, dass er es im Schlafe spielen könne, „und es hegen und pflegen in jeder Note wie eine Mutter, denn Mutter wär’ ich ihm und Sie wären der Vater, – es wäre zwischen uns wie ein Kind, ein platonisches Kind.“ (Kap. 33).
Zeitblom interpretiert, auf der Grundlage eines Briefes Leverkühns an Schwerdtfeger, die sich entwickelnde Liebesbeziehung als „dämonisch umwitterte Abwandlung, die jene an und für sich halb wunderbare, der Abgeschlossenheit des Einzelwesens widersprechende Erscheinung hier erfuhr.“ Eine „unermüdliche, durch nichts abzuschreckende Zutraulichkeit“ habe trotz der „polaren Verschiedenheit der Partner“ über „sprödeste Einsamkeit schließlich den Sieg davongetragen“. Der „Eroberte“ bemerke nicht, dass er „behext und verführt worden“ sei und sich selbst die Initiative zugeschrieben habe. So sei er erstaunt gewesen „über ein freimütig nichtachtendes Eingehen und Entgegenkommen“. Zwar spricht Zeitblom dem Werber edle Motive wie die zur Ergänzung seiner Natur notwendige Freundschaft nicht ab, allerdings passe dazu nicht, zur Eroberung koboldhaft die „angeborenen Mittel des Flirts spielen zu lassen, - und sich dann gekränkt zu fühlen, wenn die schwermütige Neigung, die er erregte, die Merkmale erotischer Ironie nicht verleugnete“ (Kap. 38).
„Wie durch ein Wunder“ fällt daraufhin der Krankheitsdruck von Adrian ab und die depressive Stimmung wandelt sich in eine gehobene, produktive. Auch tritt er bei einer Abendveranstaltung in der Wohnung des Münchener Fabrikanten Bullinger auf. Nachdem Schwerdtfeger eine „reizende Ball-Musik“ von Berlioz gepfiffen hat und man den anwesenden „großen Komponisten“ nach seinem Urteil über dieses „leichtfertige Zeug“ befragt, antwortet er selbstbewusst arrogant, dass „man sehr sattelfest sein muss im Schweren und Guten, um es so mit dem Leichten aufzunehmen“, und gibt damit zu verstehen, „dass er ganz allein das Recht habe, sich an den dargebotenen Gefälligkeiten [Schwerdtfegers] zu freuen“ (Kap. 38). Er schreibt für den neuen Freund das erbetene Violinkonzert und begleitet den Geiger im Frühjahr 1924 zur Uraufführung nach Wien. Anschließend verbringen die beiden, die sich nun Adri und Rudi nennen, einen zwölftägigen Urlaub auf Schloss Tolna, dem Landsitz einer ungarischen Anhängerin und Unterstützerin des Komponisten (Kap. 36).
Auf diese kurze Zeit der Nähe folgt der von Zeitblom vorausgesehene Rückzug Leverkühns aus der Beziehung: „Armer Rudi! Kurz war der Triumph […] Unseliges ›Du‹!“. Seine kindische Dämonie habe sich in dem „Kraftfeld einer tieferen, verhängnisstärkeren verfangen, die sie schleunigst brach, verzehrte, zunichte machte“. Leverkühn rächt sich „unwillkürlich, prompt, kaltblickend und geheimnisvoll“ für die „beglückende Erniedrigung, die ihm […] geschehen war“. (Kap. 39).
Zu einer neuen Entwicklung kommt es Ende 1924 und Anfang 1925 (Kap. 39). Auf ausdrücklichen Wunsch Schwerdtfegers begleitet Leverkühn den Freund zu Wiederholungskonzerten in Bern und Zürich und ist sogar mit dem erneuten persönlichen „Sichpreisgeben der Einsamkeit vor der Menge“ einverstanden. Zum Abschluss lädt sie der Züricher Mäzen Reiff zu einem Souper im kleinen Kreis ein. Dort macht Leverkühn die Bekanntschaft der französisch-schweizerischen Kostüm- und Bühnenbildnerin Marie Godeau, einer „sympathischen“, grazilen „noch junge[n]“ Frau von „natürlich-sachliche[r] Annehmlichkeit“, deren Stimme ihn an die seiner Mutter erinnert. Er möchte nun sein Leben auf eine neue Ebene stellen, sich aus der „elbischen Bindung“ an den Geiger lösen, die Einsamkeit mit einer festen Gefährtin vertauschen und Marie heiraten. Als sie mit ihrer Tante einige Wochen später München zu einem Arbeitsauftrag am Schauspielhaus besucht, nutzt Leverkühn diese Gelegenheit. Er trifft sie an einem Abend bei Schlaginhaufens und lässt die Damen durch Zeitblom, der eine Heirat des Freundes unterstützt, zu einem Schlittenausflug nach Oberammergau, Schloss Linderhof und Kloster Ettal einladen (Kap. 40). Zwei Tage später bittet Leverkühn Schwerdtfeger, für ihn bei Marie als sein Brautwerber vorzusprechen, weil er zu unbeholfen sei, dem Mädchen seine Wünsche und Gefühle persönlich auszudrücken. Ihn verlange nach „milderer, menschlicher Lebensluft“. Sein Freund habe in der „Einübung des Menschlichen“ die Vorarbeit geleistet und ihn dafür frei gemacht. Als Leverkühn merkt, dass Schwerdtfeger über seine Zweitrangigkeit in ihrer Freundschaft verstimmt und zudem ebenfalls in Marie verliebt ist, bittet er ihn, ihm dieses Opfer „im Geist der Rolle“, die er in seinem Leben spiele, zu bringen (Kap. 41). Zehn Tage später teilt Schwerdtfeger seinem Auftraggeber in einem Brief mit, Marie habe die Werbung abgelehnt. Stattdessen werde er sie heiraten und mit ihr nach Paris ziehen und dort im „Orchestre Symphonique“ Geige spielen.
Zeitblom analysiert die „rätselhafte Absurdität“ der Methode, einen attraktiven unterhaltsamen Verliebten als Fürsprecher für seinen beziehungsscheuen intellektuellen Rivalen zu wählen. Bereits zuvor, als Leverkühn ihm seine Heiratsidee mitteilte, hat er daran gezweifelt, „ob dieser Mann geschaffen sei, Frauenliebe auf sich zu ziehen“, und spekuliert, ob er Marie nur „aus seiner Oratorienwelt heraus von musikalischer Theologie und mathematischem Zahlenzauber“ liebt. Denn der Komponist war offenbar im naiven Glauben des Weltfremden befangen, die Verwirklichung seiner Idee hänge allein von seinem Willen ab und die Zustimmung des Mädchens sei auch ohne persönliche Umwerbung gewiss. Nun argwöhnt Zeitblom, Leverkühn habe sich selbst geopfert, um in der ihm im Teufelsgespräch auferlegten Einsamkeit zu bleiben. Er hätte das Scheitern, und damit den Verlust des Freundes und der Geliebten, voraussehen müssen und habe es willentlich provoziert. Schwerdtfeger dagegen sei gekränkt gewesen, nur Werkzeug eines Genies zu sein, und habe sich nicht gebunden gefühlt, Untreue mit Treue zu erwidern. Doch seine Liebesgeschichte endet schicksalshaft tragisch: Nach seiner letzten Mitwirkung beim Zapfenstößer-Konzert wird er auf dem Heimweg in der Straßenbahn von der geistig verwirrten Ines Institoris aus Rache für ihre Demütigung erschossen (Kap. 42).

#### Apocalypsis
Leverkühns Freundschaft mit Schwerdtfeger hatte zu einem Umschwung in seiner Depression geführt und Zeitblom gezeigt, dass Krankheit und Gesundheit nicht scharf voneinander getrennt sind und dass Genie „eine in der Krankheit tief erfahrene, aus ihr schöpfende und durch sie schöpferische Form der Lebenskraft“ ist (Kap. 34). In viereinhalb Monaten verfasst er nach Vorlagen der Johannes-Apokalypse, der Klagelieder Jeremias, des Psalters „Denn meine Seele ist voll Jammers und mein Leben nahe bei der Hölle“, der Höllenfahrt Dantes und v. a. der Illustrationen Dürers sein Chorwerk „Apocalipsis cum figuris“ (Kap. 33 und 34). In einem anonymen Brief erklärt Adrian sein „bedrohliche[s] Werk in seinem Drange, das Verborgenste musikalisch zu enthüllen, das Tier im Menschen wie seine sublimsten Regungen“ und nimmt Stellung zum Vorwurf, es sei „blutige[r] Barbarismus“ sowohl wie „blutlose[-] Intellektualität“: „[S]eine Idee, gewissermaßen die Lebensgeschichte der Musik, von ihren vor-musikalischen, magisch-rhythmischen Elementar-Zuständen bis zu ihrer kompliziertesten Vollendung in sich aufzunehmen“, stelle es „als Ganzes jenem Vorwurf bloß“ (Kap. 34 Schluss). Nach der Ermordung des Freundes fällt er jedoch in seinen früheren Zustand zurück, er muss seine Arbeit wegen Ideenlosigkeit und Ratlosigkeit für ein Jahr unterbrechen und kann nicht an der wegen der großen Anforderung an die Sänger und Musiker schwierigen Einstudierung und der bisher einzigen Aufführung im Februar 1926 in Frankfurt teilnehmen. Ende des Jahres bessert sich sein Gesundheitszustand wieder und 1927 wird „zum Jahr des kammermusikalischen Hoch- und Wunderertrages“. Er komponiert eine Ensemblemusik, ein esoterisches Streichquartett, eine Faust-Kantate und beginnt mit der Konzeption von „Doctor Fausti Weheklag“ (Kap. 43).

#### Nepomuk
Die Aufnahme seines fünfjährigen Neffen Nepomuk (Nepo, Echo) im Juni 1928 bedeutet für Leverkühn eine kurze Phase des Glücks vor seinem endgültigen Absturz (Kap. 44 und 45). Der engelsgleiche schöne Junge soll sich in der oberbayerischen Landluft von einer Masernerkrankung erholen. Mit seinen altklugen Reden im schweizerischen Tonfall seines Vaters wirkt er wie ein „Gesandte[r] aus Kinder- und Elfenland“ und bringt „etwas wie Glückseligkeit, eine beständige und zärtliche Erwärmung der Herzen“ nicht nur auf den Bauernhof Schweigestill, sondern ins ganze Dorf Pfeiffering. Es ist die „seltsame In-sich-Geschlossenheit, ihre Gültigkeit als Erscheinung des Kindes auf Erden, das Gefühl von Herabgestiegensein und […] lieblichem Botentum“, das den Onkel entzückt. Mitte August endet jäh diese paradiesische Zeit mit einer Gehirnhautentzündung des Kindes als Spätfolge seiner Masern, und es stirbt innerhalb von zwei Wochen. Unter diesem Eindruck, nach dem Scheitern des Ehe-Plans und dem Verlust des Freundes, stehen die letzten beiden kreativen Jahre, 1929 und 1930, des gesunden Künstlers vor seinem geistigen Verfall.

#### Dr. Fausti Weheklag
Nach dem Tod Nepomuks verändert Leverkühn durch Bartwuchs und Verfremdung seiner Gesichtszüge, die seinem Antlitz „etwas Vergeistigt-Leidendes, ja Christushaftes“ verleihen, sein Aussehen. Er wird noch einmal in einer Art Taumel von einer „dahinreißenden schöpferischen Aktivität“ erfasst als, wie es Zeitblom vorkommt, Ausgleich für den Entzug an Lebensglück und Liebeserlaubnis, und schreibt die symphonische Kantate „Dr. Fausti Weheklag“. Es ist eine „furchtbare Menschen- und Gottesklage“, worin Faust den Gedanken der Rettung als Versuchung zurückweist, weil er „die Positivität der Welt, zu der man ihn retten möchte, die Lüge ihrer Gottseligkeit, von ganzer Seele verachtet“, während Gott über „das Verlorengehen seiner Welt“ kummervoll klagt: „Ich habe es nicht gewollt“ (Kap. 48).
Im Mai 1930 lädt Leverkühn seine Freunde und Bekannte zu sich nach Pfeiffering ein und legt vor ihnen am Rande des Wahnsinns eine an Faust orientierte Lebensbeichte ab (Kap. 47): Er ist von Geburt an zum Teufelsbund vorbestimmt gewesen und seit seinem 21. Lebensjahr aus „wohlbedachtem Mut, Stolz und Verwegenheit, weil [er] in dieser Welt einen Ruhm erlangen“ wollte, durch die Verführung Esmeraldas „mit dem Satan verheiratet“. Nur so gelang ihm der „Durchbruch“ und er konnte Kunstwerke mit tiefem Einblick in das Wesen der Menschen und der Welt schaffen. Die inspirierende Infizierung musste er, wie seine Schwester und Braut, die kleine Märchen-Seejungfrau Hyphialta, die ihren Schwanz mit Beinen vertauschte, mit Messerschmerzen bezahlen. Hyphialta gebar ihm ein Söhnchen von Fleisch und Blut, das er liebte und das deshalb vom magisterulus umgebracht wurde. Seinem Freund Rudolf gewährte er, „des Teufels Mönch“, eine Liebe „in Fleisch und Blut, was nicht weiblich war“, und dies verstieß gegen die Paktbedingungen, ebenso sein Wunsch zu heiraten. „Darum musst [er] ihn töten und schickte ihn in den Tod nach Zwang und Weisung“. Oft waren bei ihm im Zimmer auch hübsche Kinder, die zu ihren Liedern sonderbar und verschmitzt lächelten und aus deren Nasenlöchern sich gelbe Würmchen zur Brust hinab ringelten. Unter Mord und Unzucht hat er also 24 Jahre lang sein Werk vollendet und „vielleicht kann gut sein aus Gnade, was in Schlechtigkeit geschaffen wurde“. Denn er hat einen „verruchten Wettstreit“ mit „der Güte droben“ getrieben, „was unausschöpflich“ ist. Nachdem die meisten Gäste während der als wirr und blasphemisch empfundenen Rede den Raum verlassen haben, schlägt Leverkühn auf dem Klavier einen dissonanten Akkord an, stößt einen Klagelaut aus und bricht zusammen. In einer Nervenheilanstalt diagnostiziert man seine geistige Erkrankung, eine „Demenz“ bzw. „Selbstentfremdung“. Vorübergehend wird er von der Familie Schweigestill in Pfeffering gepflegt. Als er zu seiner Mutter nach Oberweiler gebracht werden soll, versucht er sich in einem Teich zu ertränken. Aber er beruhigt sich wieder und lebt in kindlicher Einfalt ohne Erinnerungen bis zu seinem Tod im August 1940 auf dem Buchelhof.

### Serenus Zeitblom
Serenus Zeitblom ist zum einen der Biograph seines zurückgezogen lebenden und auf die Kunst konzentrierten Freundes Leverkühn, zum anderen berichtet er als Beteiligter über die gesellschaftliche und politische Entwicklung von der Jahrhundertwende bis zum Ende des Zweiten Weltkrieges und kommentiert und analysiert rückblickend während der Niederschrift seiner Erinnerungen, 1943 bis 1945, die Entwicklung zur Niederlage Deutschlands. In seinem bürgerlichen Lebenslauf und in seinem die Dämonie des Lebens kontrollierenden aufgeklärten Humanismus ist Zeitblom, trotz ähnlichen Beurteilungen der kulturellen Situation, eine Gegenfigur zum Künstler: Der 1883 geborene Apothekersohn wächst mit vier Geschwistern in einer Atmosphäre der „mäßigen Höhe eines halbgelehrten Mittelstandes“ im mittelalterlichen Stadtbild Kaisersascherns auf, studiert alte Philologie, leistet seinen Militärdienst ab, tritt als Gymnasialprofessor in den Schuldienst ein und führt mit seiner Frau Helene, geb. Ölhafen, und den Söhnen, die, im Gegensatz zu ihm, der NS-Herrschaft dienen, ein bürgerliches Leben. Unterbrochen wird diese Tätigkeit durch seinen Einsatz im Ersten Weltkrieg, den 1915 eine Typhuserkrankung beendet. Nach der Machtübernahme der Nationalsozialisten scheidet er aus seinem Lehramt aus. In seiner „Nachschrift“ denkt der 62-Jährige, nach 11-jähriger Pause, über den Wiedereinstieg in seinen Beruf nach, er ist jedoch unsicher, ob seine klassische Bildung noch die Nachkriegsgeneration erreicht, auch ist ihm das „unselige“ Deutschland fremd geworden.

#### Untergründige Dämonie
Von seinen Erfahrungen mit dem Nationalsozialismus aus betrachtet, beschreibt Zeitblom im Rückblick auf seine Jugendzeit die untergründige Dämonie am Beispiel Kaisersascherns: In der Luft sei atmosphärisch etwas hängen geblieben von der „Hysterie des ausgehenden Mittelalters“, von „Sankt Veits-Tanz“, „visionär-kommunistische[n] Predigen irgendeines ›Hänselein‹ mit Scheiterhaufen der Weltlichkeit“. Anzeichen der „altertümlich-neurotischen Unterteuftheit und seelischen Geheim-Disposition“ seien die vielen „›Originale‹, Sonderlinge und harmlos Halb-Geisteskranken“ in den Mauern der Stadt, die von den Kindern verspottet würden (Kap. 6). Er sieht die Gefahr des Rückfalls in jene Epochen. Die Stadt „wiederholt mit Enthusiasmus symbolische Handlungen, die etwas Finsteres und dem Geiste der Neuzeit ins Gesicht Schlagendes an sich haben, wie Bücherverbrennungen und anderes, woran ich lieber mit Worten nicht rühren will.“ Die altertümlich-volkstümliche Schicht gebe es nicht nur im sogenannten „Volk“, sondern „in uns allen […] allein die Literatur, die humanistische Wissenschaft, das Ideal des freien und schönen Menschen“ könne sie „unter sicherem Verschluss“ halten. (Kap. 6) Er kritisiert, in der aufgeklärten Theologie fehle die „Einsicht in den dämonischen Charakter der menschlichen Existenz“ und die „Tragik des Lebens“. Liberale Theologie setze „das Religiöse zur Funktion der menschlichen Humanität herab und verwässer[e] das Ekstatische und Paradoxe, das dem religiösen Genius wesentlich [sei]“ (Kap. 11).
Diese Erkenntnis widerspricht allerdings z. T. seiner eigenen Lebensführung, denn seine „Heißblütigkeit“, seine „Neugier, Eitelkeit“ versteckt er oft hinter einer auf die Antike zurückreichenden Bildungstradition, womit er auch die wegen des unterschiedlichen Niveaus (der „Bildungstiefstand des Dings […] ennuyierte“ ihn) mit einer Abfindung beendete Studentenbeziehung zu einer Küferstochter und damit sein elitäres Menschenbild begründet: Der „Wunsch, den antikischen Freimut im Verhalten zum Geschlechtlichen, der zu [s]einen theoretischen Überzeugungen gehörte, in die Praxis zu übersetzen, [hätten ihn] vermocht, diese Bindung einzugehen“ (Kap. 17). An diesem Beispiel wird auch deutlich, dass Zeitbloms betulich-feierlicher Stil, wie er selbst weiß, dem Gegenstand unangemessen ist.

#### Humanismus und Patriotismus
Weltanschaulich ist Zeitblom einmal am Humanismus, der sich auf die Antike bezieht, und zum anderen am deutschen Geist-Patriotismus orientiert, und dies führt ihn in Konfliktsituationen. Bis zum Ersten Weltkrieg versucht er beide Aspekte seines Denkens miteinander zu verbinden und räumt dem Deutsch-Nationalen den Vorrang ein. Wie viele Bürger ist auch er, wenn auch weniger enthusiastisch und mit der Sorge um ein „Durchgehen zügelunwilliger Triebe“, vom Krieg mit einem „volkstümlichen Hochgefühl“ ergriffen und sieht ihn als schicksalshaft an: Deutschland war im 19. Jh. eine europäische Großmacht geworden und konkurrierte mit den Kolonialmächten um die Vorherrschaft in der Welt. Die Patrioten sind davon überzeugt, dass Deutschland nach Spanien, Frankreich, England an der Reihe sei, „der Welt unseren Stempel“ aufzudrücken und sie zu führen und die Welt im „Zeichen eines nicht ganz zu Ende definierten militaristischen Sozialismus […] zu erneuern habe“. Verbunden ist diese Idee mit der „Furcht, von allen Seiten überflutet zu werden“ und zur Verteidigung mit „Opfer- und Todesbereitschaft“ einen Angriffskrieg führen zu müssen. Das Gefühl des „Opferganges“ setzt bei vielen jungen Kriegsfreiwilligen „ein neues, höheres Leben“ frei, und sie erleben dann eine „blutige Welt-Katastrophe“. Zeitblom will die Weltherrschaft nicht machtpolitisch, sondern geistig, seelisch oder auch wirtschaftlich verstanden wissen, als „Durchbruch zur Welt“ aus der Einsamkeit heraus, als „Durst nach Vereinigung“. Leverkühn, der alles Patriotisch-Nationale ablehnt und die kulturelle Tradition als erschöpft ansieht, widerspricht ihm: durch den Kriegsverlauf sei gerade das Gegenteil der Fall. Es gebe nur ein Problem in der Welt, die Frage, wie man durchbreche und ins Freie gelange (Kap. 30).
Wie viele Intellektuelle wird auch Zeitblom vom Zeitgeist der Nachkriegszeit erfasst, der nach dem „Zusammenbruch des deutschen Autoritätsstaates“ das Ende der „Epoche des bürgerlichen Humanismus, seine bisherige geistige Heimat“, proklamiert und „die Welt in ein neues, noch namenloses Sternenzeichen“ eintreten sieht (Kap. 34). Er sucht Orientierung bei den Diskussionsabenden in der Wohnung des Grafikers Sixtus Kridwiß in Schabingen (Kap. 34). Man spricht über den „Werteverlust“ und die den Deutschen durch die Niederlage „zuteilgewordene“ demokratische Republik und fürchtet, unter Berufung auf Alexis de Tocqueville, dass alles auf „Diktatur und Gewalt“ und eine „heraufziehende Barbarei“ hinauslaufe. In diesem Zusammenhang beruft man sich auf Sorels 1908 erschienenes Werk „Réflexions sur la violence“ und seine Vorhersage von „Krieg und Anarchie“ im „Zeitalter der Massen“: Die Massen würden anstelle mit der Wahrheit mit „mythischen Fiktionen“ versorgt, mit primitiven Schlachtrufen, um politische Energien zu entfesseln. Zeitblom registriert entsetzt, wie die anwesenden Intellektuellen den Gedanken, man müsse der aus dem Kulturzerfall entstehenden Barbarei mit Gewalt begegnen, für die gegenwärtige Entwicklung als feststehend ansehen und sich über das vergebliche, ohnmächtige Anrennen der liberalen Vernunft und Kritik dagegen amüsieren. Die traditionellen individuellen Werte sehen sie eingelagert in „weit höhere Instanzen der Gewalt, der Autorität, der Glaubensdiktatur,“ der Gemeinschaft. Rückschritt und Fortschritt, das Alte und Neue, das politische Rechts und Links fallen zusammen, alle humane Verweichlichung wird ausgeschlossen (Kap. 34 Fortsetzung). Diese Redereien kommen Zeitblom wie ein „kaltschneuzig-intellektuelle[r] Kommentar“ zum Kunstwerk Leverkühns vor: Kritik der Tradition, Zerstörung von Lebenswerten und herkömmlichen Kunstformen, die bisher zum bürgerlichen Lebenskreis gehört hatten (Kap. 43 Schluss).

#### Auseinandersetzung mit dem Nationalsozialismus
Die nationalsozialistische Umformung Deutschlands und der Zweite Weltkrieg führen Zeitblom in einen Loyalitätskonflikt, der sich in seiner Sprache abbildet. So ringt der Altphilologe sich in komplizierten gewundenen Formulierungen, in einer Scham, es klar auszusprechen, schließlich dazu durch, zu bekennen, dass „einige von uns in Augenblicken, die ihnen selbst als verbrecherisch erscheinen, aber andere frank und permanent, mehr fürchten als die deutsche Niederlage, und das ist der deutsche Sieg. Wenn er als besonderes Motiv "[s]eines Verbrechertums“ angibt, im Falle eines Sieges das Verbot des Werkes seines Freundes zu fürchten, so spricht er schließlich, in einer Trennung des Volkes von der Führung, von einer „nie dagewesenen Tragik“, um der „eigenen und der allgemeinen Zukunft willen die Niederlage ihres Staates zu wünschen“. Er könne sich „tiefen Ingrimms nicht erwehren gegen diejenigen, die ein gutes Volk in eine seelische Lage brachten, die ihm meiner Überzeugung nach schwerer fällt als jedem andern, und es sich selber entfremdet.“ (Kap. 5). Im Falle einer Bombardierung deutscher Städte teile er „die Empfindung, dass wir nur empfangen, was wir ausgeteilt haben“ (Kap. 6).
Zeitbloms Reaktionen auf den Kriegsverlauf im 21. Kapitel sind zweigeteilt. Bei den Erfolgsmeldungen des U-Bootkrieges durch einen neu entwickelten Torpedo spürt er eine „[g]ewisse Genugtuung […] über unseren regen Erfindungsgeist, die durch noch so viele Rückschläge nicht zu beugende nationale Tüchtigkeit, welche immer noch voll und ganz dem Regime zur Verfügung steht, das uns in diesen Krieg geführt hat und uns tatsächlich den Kontinent zu Füßen gelegt, den Intellektuellentraum von einem europäischen Deutschland durch die allerdings beängstigende, etwas brüchige und, wie es scheint, der Welt unerträgliche Wirklichkeit eines deutschen Europa ersetzt hat“. Eingeschränkt werden diese nationalbewussten Gedanken durch die Gefahr „falscher Hoffnungen […] und einen Krieg zu verlängern, der nach Einsicht der Verständigen nicht mehr gewonnen werden kann.“ Die „Zerstörung unserer würdigen Städte aus der Luft“ würde „zum Himmel schreien […], wenn nicht wir Schuldbeladenen es wären, die sie erleiden“. Zeitblom räumt zwar wiederholt die „von uns heraufbeschworenen Ruchlosigkeiten“ ein, erlebt aber auch mit einer „Art Hoffnung und Stolz, die deutsche Kraftentfaltung uns erregt, den Anbruch eines neuen Sturmes unserer Wehrmacht gegen die russischen Horden“. In seinen Betrachtungen der Zeitgeschichte übernimmt er häufig typische Formulierungen aus der deutschen Propaganda: „in unserer zukünftigen Kornkammer, der Ukraine“, „unser Führer [gebot] dem Rückzug ein mächtiges Halt“. Wir verteidigen „mit desto zäherer Kraft unseren europäischen Lebensraum gegen die westlichen Todfeinde deutscher Ordnung“. In diesem Zusammenhang greift er auf den Mythos der „tragisch-heroische[n] Seelenlage“ zurück und spricht von unserem „dem Nüchtern-Üblichen widersprechende[n] Volk von mächtiger tragischer Seele“ bzw. „unsere[r] Liebe“, die „dem Schicksal [gehört], jedem Schicksal, wenn es nur eines ist, sei es auch der den Himmel mit Götterdämmerungsröte entzündende Untergang!“ Der verlorene Krieg bedeute, „dass ‚wir‘ verloren sind, verloren unsere Sache und Seele, unser Glaube und unsere Geschichte. Es ist aus mit Deutschland […] ein unnennbarer Zusammenbruch, ökonomisch, politisch, moralisch und geistig, kurz allumfassend“.
Zeitblom resümiert, er wolle es „nicht gewünscht haben – und hab‘ es doch wünschen müssen“: „aus Hass auf die frevlerische Vernunftverachtung, die sündhafte Renitenz gegen die Wahrheit, den ordinär schwelgerischen Hintertreppenmythos […] den schmierenhaften Missbrauch und elenden Ausverkauf des Alt- und Echten, des Treulich-Traulichen, des Ur-Deutschen […] Der Riesenrausch, den wir immer Rauschlüsternen uns daran tranken, und in dem wir durch Jahre trügerischen Hochlebens ein Übermaß des Schmählichen verübten […] er muss bezahlt sein“.
Als die Niederlage Deutschlands immer offenkundiger wird, analysiert Zeitblom die Sprache der Propaganda (Kap. 33): Der „heilige deutsche Boden“ sei durch ein „Unmaß von Rechtsbeleidigung längst über und über entweiht“ worden. Über ein solches Regime sei „der Stab gebrochen“ worden und es habe zu verschwinden: „beladen mit Fluch – selbst unerträglich der Welt – uns, Deutschland, das Reich – ich gehe weiter und sage: das Deutschtum, alles Deutsche – der Welt unerträglich gemacht zu haben.“ Zeitblom betrachtet jetzt die Geschichte anders als zur Zeit des Ersten Weltkrieges, als er die „bürgerliche Demokratie“ eine „Herrschaft des Abschaums“ nannte und die „Auflösung eines so lange disziplinär gebundenen Staatsgefüges in debattierende Haufen herrenlos gewordener Untertanen“ fürchtete. Er gibt, mit Einschränkungen, zu, dass die „Demokratie der Westländer, bei aller Überholtheit ihrer Institutionen durch die Zeit, aller Verstocktheit ihres Freiheitsbegriffes gegen das Neue und Notwendige, wesentlich doch auf der Linie des menschlichen Fortschritts, des guten Willens zur Vollkommenheit der Gesellschaft liegt und der Erneuerung, Ausbesserung, Verjüngung, der Überführung in lebensgerechtere Zustände ihrer Natur nach fähig ist“ (Kap. 33).

## Entstehungsgeschichte und autobiographische Bezüge
Über die Entstehung des Doktor Faustus hat der Autor auf der Grundlage von Tagebuchaufzeichnungen das 1949 veröffentlichte Buch Die Entstehung des Doktor Faustus geschrieben, das Autobiographisches und Selbstkommentare zum Roman enthält. Weil er annahm, Doktor Faustus sei sein letztes Werk, wollte er sich vor der Nachwelt rechtfertigen. Dabei beruft er sich im Motto der „Entstehung“ auf eine Passage aus Goethes Dichtung und Wahrheit: Um manchen Werken einen „historischen Wert“ zu verschaffen, sei es wichtig, dass „man sich über ihre Entstehung mit wohlwollenden Kennern unterhält“.
Schon als junger Mann hatte Thomas Mann den Plan gefasst, einen Faust-Roman zu schreiben. Jedoch setzte er diesen Plan erst nach Beendigung seiner „Joseph“-Tetralogie (1943) um . Mann berichtet über die besondere innere Leere, die in ihm nach Abschluss seines Joseph-Romans und ihres Nachspiels Das Gesetz entstanden sei, und darauf über die ersten Pläne, seine Vorstudien – u. a. die Lektüre der Briefe Hugo Wolfs –, die literarischen Bezüge (insbesondere zu Shakespeare) und immer wieder über die autobiographischen Umstände, insbesondere darüber, welche politischen und essayistischen Schriften die Arbeit am Roman zwischen dem 23. Mai 1943 und dem 29. Januar 1947 in Pacific Palisades unterbrachen. Er nannte das Buch seine „Lebensbeichte“ und schrieb am 21. Oktober 1948 an Paul Amann: „Zeitblom ist eine Parodie meiner selbst. In Adrians Lebensstimmung ist mehr von meiner eigenen, als man glauben sollte – und glauben soll.“
Neben dem Faust-Stoff gehörten auch Dokumentarisches und Historiographisches aus der Lutherzeit und dem Dreißigjährigen Krieg zur Vorbereitung des Romans ebenso wie Grimmelshausen und Sprichwörtersammlungen des Mittelalters. In Manns Die Entstehung des Doktor Faustus ist dem Kapitel X zu entnehmen, dass er sich auch mit den Gräueln in den Konzentrationslagern des Dritten Reichs auseinandersetzte und diesbezüglich mit Heinrich Eduard Jacob in Kontakt stand.
So entstand innerhalb von dreieinhalb Jahren ein „Zeit- bzw. Epochen-Roman“ über die „deutsche Tragödie“, in dem den kulturhistorischen und geistesgeschichtlichen Wurzeln des Nationalsozialismus nachgespürt wird: Immer wieder wird das romantisch-irrationale Denken dargestellt, das nach Thomas Manns Ansicht letztlich zum Nationalsozialismus geführt hat: In den von „Wandervogel“-Romantik geprägten Gesprächen des Studenten Adrian Leverkühn mit seinen Kommilitonen, in den reaktionären, anti-humanen und zivilisationsfeindlichen Reden des Dr. Chaim Breisacher und in den „erzfaschistischen“ (so Thomas Mann) Gesprächsrunden bei Dr. Sixtus Kridwiß. Vor diesem Hintergrund wird das Lebensschicksal des hochbegabten, aber menschlich kalten Adrian Leverkühn geschildert. Der Autor setzt Leverkühns persönliche Tragödie in Beziehung zu der Tragödie des deutschen Volkes, der Pakt mit seinem inneren Teufel wird parallelisiert mit dem Bündnis des Bösen, das Deutschland eingegangen ist – wobei offenbleibt, was Thomas Mann mit diesem Bösen meint: Adolf Hitler persönlich, den Nationalsozialismus im Allgemeinen oder, noch umfassender, jegliches menschen- und zivilisationsfeindliche Denken überhaupt.

## Hintergründe
Sowohl die Örtlichkeiten, an denen das Romangeschehen stattfindet, als auch die Personen haben reale Urbilder (Thomas Mann ging sogar so weit, die Nummer der Trambahn, in der Schwerdtfeger erschossen wird, von 1 in 10 zu ändern, nachdem ihn nach einer Lesung eine Münchnerin auf den Fehler aufmerksam gemacht hatte).

### Zu den Personen

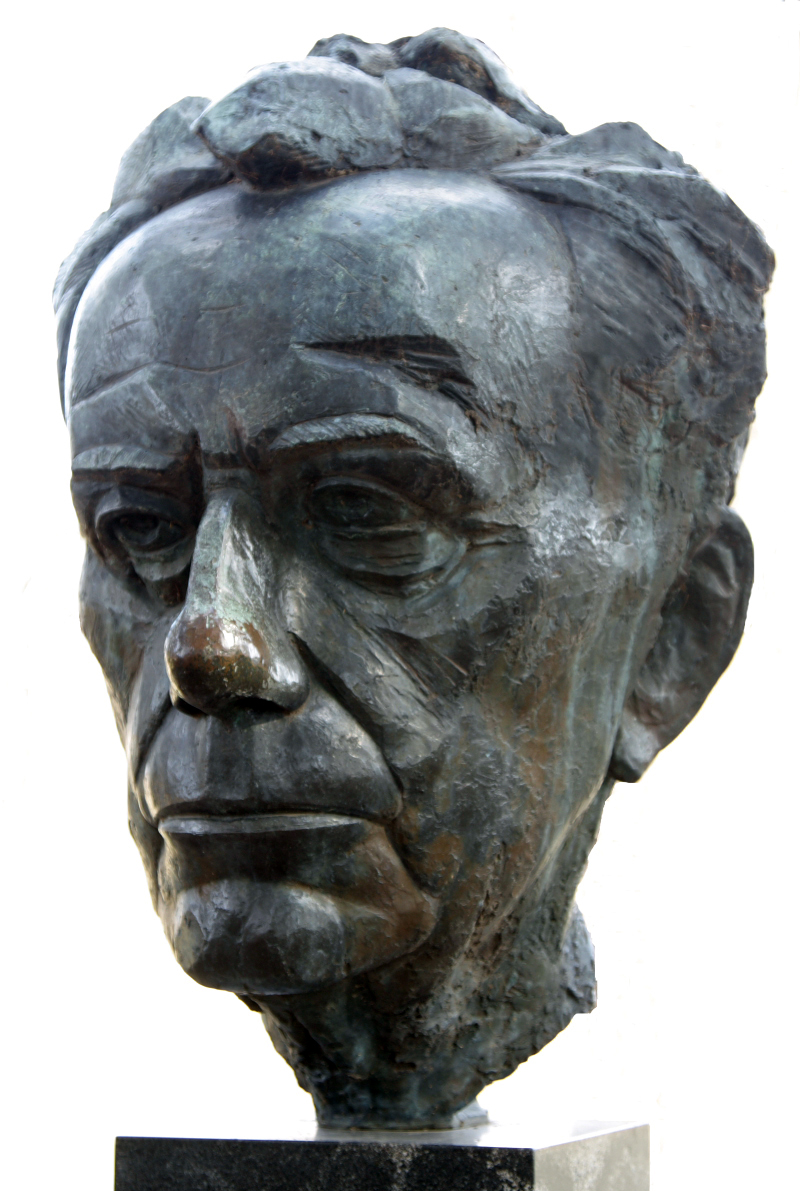
Paul Tillich, Bronze von James Rosati (1967)

- „Mit Adrian Leverkühn ist gar niemand gemeint. Er hat keine Ähnlichkeit mit irgend einem lebenden oder verstorbenen Komponisten, und wie seine Person, so sind auch seine Werke frei erfunden“, so Thomas Mann in einem Brief vom 19. Februar 1949 an Fritz Weil. Im Vergleich zum übrigen Roman-Personal etwas blass, hat Leverkühn allerdings gemeinsame Züge mit seinem Autor: die strenge Arbeitsdisziplin, den Willen zum Erfolg, den Mangel an natürlicher Ungezwungenheit, die spröde Steifheit im zwischenmenschlichen Umgang, aber auch die Lachlust, die ihn aufopferungsvoll umsorgenden Frauen (Meta Nackeday und Kunigunde Rosenstiel, mit der Ida Herz porträtiert ist), die Zuneigung zu einem Lieblingskind (Nepomuk hat sein Vorbild in Thomas Manns Enkel Frido Mann) und die lebenslange Prägung durch die Stadt, in der man die Jugendjahre verbracht hat („Wo wir sind, ist Kaisersaschern“/„Lübeck als geistige Lebensform“). – Leverkühns geistige Genialität ähnelt der von Ludwig Wittgenstein,[11] seine Biografie in vielen Zügen der von Friedrich Nietzsche, auf dessen in Also sprach Zarathustra gepredigte Forderung nach einem kühnen Leben schon der Nachname Leverkühn hinweisen soll.[12] Die beabsichtigte Parallelität geht so weit, dass Thomas Mann den Bericht, den der junge Theologiestudent Adrian über seinen Besuch im Bordell abgibt, fast wörtlich Paul Deussens Erinnerungen an Nietzsche (1901) entnommen hat.
- Adrian Leverkühns Theologie- und Philosophiestudium in Halle und seine Teilnahme an der „theologischen Verbindung Winfried“ ist eine Reverenz an Paul Tillich, dem Thomas Mann seit dem Exil in den USA verbunden war; auch Tillich studierte Theologie und Philosophie in Halle und erzählte Thomas Mann begeistert von den Diskussionsrunden und den Wanderungen seiner christlichen Verbindung „Wingolf“.

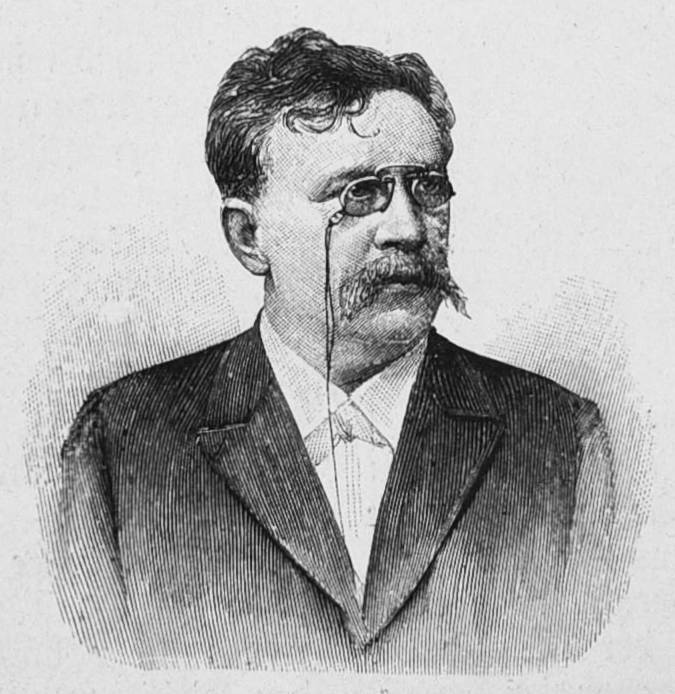
Hermann Kretzschmar - mögliches Vorbild für Thomas Manns Dr. Wendell Kretzschmar

- Dr. Wendell Kretzschmar ist bei Thomas Mann der Musiklehrer Adrian Leverkühns. Der Name erinnert an den Universitätsmusikdirektor Hermann Kretzschmar, der an der Universität Leipzig von 1887 bis 1890 dirigierte. Ab 1871 war er als Lehrer für Musiktheorie, Komposition, Klavier und Orgel am Konservatorium Leipzig tätig.[13]
- Leverkühns Erstlingswerk „Meeresrauschen“, dem musikalischen Impressionismus verpflichtet und von Leverkühn selbst als „Wurzelbehandlung“ an etwas bereits Überlebtem ironisiert, ist möglicherweise in Parallele gesetzt zu Arnold Schönbergs Streichsextett Opus 4 Verklärte Nacht, das Mann im Tagebuch am 26. Juni 1946 und 21. Januar 1947 entsprechend als „klangschön“, aber „zu substanzlos“ charakterisiert.[14]
- Dr. August Anton Leverkühn war (neben den testamentarisch eingesetzten Krafft Tesdorpf und Konrad Hermann Wilhelm Fehling) amtlicher Vormund Thomas Manns nach dem Tod des Vaters.[15]
- Thomas Manns eigene Mutter und seine beiden Schwestern Julia und Carla sind Vorbilder für die nach München gezogene Bremer Senatorenwitwe Rodde und ihre tragisch mit Suizid und Wahnsinnstat endenden Töchter Ines (so hieß auch Heinrich Manns Verlobte) und Clarissa.
- Hinter der Figur des Rudolf Schwerdtfeger verbirgt sich der Dresdner Maler und Violinist Paul Ehrenberg, zu dem Thomas Mann zwischen 1899 und 1904, vor seiner Bekanntschaft mit Katia Pringsheim, eine heftige Zuneigung gefasst hatte.
- In Jeanette Scheurl, der Dichterin mit dem mondänen Schafsgesicht, kann man Annette Kolb erkennen.
- Die Figur des „erzfaschistischen“ Dr. Chaim Breisacher wurde Oskar Goldberg nachempfunden, einem jüdischen Religionsphilosophen, der mit seiner These vom empirisch erfahrbaren JHWH und seiner Kritik am allmächtigen Gott in jüdischen Kreisen in Berlin für Aufmerksamkeit sorgte. Ein (ehemals) jüdischer Faschist tritt bereits im Zauberberg (erschienen 1924) in der Figur des Jesuiten Leo Naphta auf.

### Zu den Orten
- Der Schauplatz der Ereignisse im fiktiven Pfeiffering bei Waldshut ist das oberbayerische Polling (bei Weilheim). Der in Polling 2007 errichtete „Doktor-Faustus-Weg“ berührt alle im Roman erwähnten Örtlichkeiten.
- Die fiktive Stadt Kaisersaschern, deren mittelalterliche Prägung auf Adrian Leverkühn ein Leben lang nachwirkt, trägt viele Züge von Thomas Manns Heimatstadt Lübeck. Der geographischen Lage nach entspricht Kaisersaschern allerdings Naumburg (Saale) und ist in einigen Details der Beschreibung auch erkennbar auf diese Stadt bezogen. In seinem Briefwechsel hatte Thomas Mann wiederholt von der Erregung berichtet, mit der er an dem Roman geschrieben habe. Das dürfte mit der deutschen Atmosphäre zusammenhängen, die er schriftstellerisch evoziert und hinter der sich möglicherweise Heimweh verbirgt. Der Roman endet mit den Worten „mein Vaterland“. Thomas Mann sah in der Arbeit an dem Alters-Roman eine Art biographischer Rundung. Diese erreicht er auch dadurch, dass er mit Kaisersaschern erneut Lübeck schildert (ohne es explizit zu nennen), wie er das schon im Jugendwerk Buddenbrooks getan hatte. „Wo wir sind, ist Kaisersaschern“, meint Leverkühn gegenüber seinem Jugendfreund Zeitblom, als beide die Heimatstadt längst hinter sich gelassen haben. Als prominentester Vertreter der Emigration hatte Thomas Mann bei der Ankunft im amerikanischen Exil der Welt mitgeteilt: „Wo ich bin, ist Deutschland“. Kaisersaschern symbolisiert Deutschland mehr als Leverkühn.
- 1899 verbrachte Thomas Mann zusammen mit seinem Bruder Heinrich einen Ferienaufenthalt in Palestrina.

### ZumFaust-Stoff
Mann hat die gesamte literarische Tradition des Faust-Stoffes, vom Volksbuch von 1587 an, dichterisch zeitgemäß verarbeitet: „Thomas Mann bringt diese repräsentative Symbolfigur nicht nur des deutschen, sondern des abendländischen Menschen auf den heutigen Stand. […] er säkularisiert sie mitsamt ihrem zugehörigen Dämon“ Überwiegend hat sich der Autor an das Volksbuch gehalten. Die These allerdings, Goethes Werk Faust sei nicht von ausschlaggebender Bedeutung für Thomas Manns Roman gewesen, ist umstritten.
Inkarnationen des Teufels

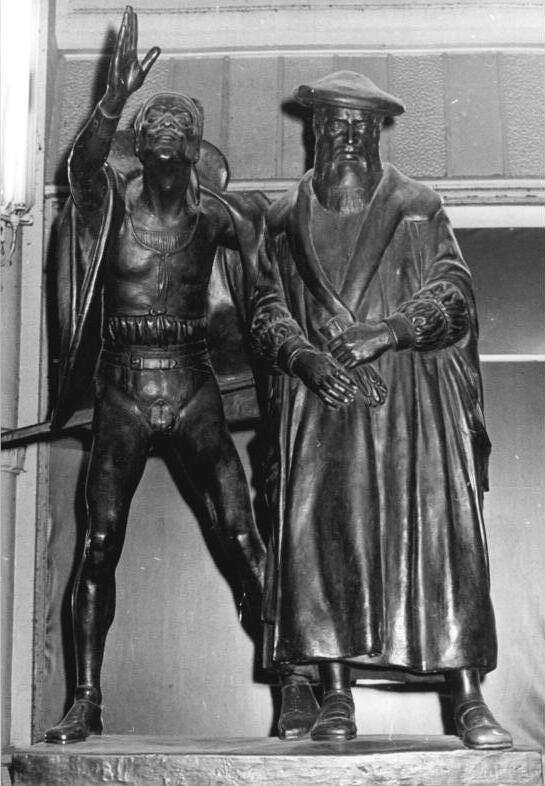
Faust und Mephisto (Bronzeplastik von Mathieu Molitor. 1913) in Leipzig, wo Adrian Leverkühn von einem Fremdenführer, „teuflisch redend“, in ein Bordell zu Esmeralda geführt wird.

In Kapitel XXV erscheint der Teufel Leverkühn persönlich oder als Halluzination bzw. Projektion seiner Psyche. Zuvor und auch danach sind dämonische Kräfte präsent. Thomas Mann lässt ihn, einem mythologischen Topos der griechischen Antike folgend, sich die äußere Gestalt mehrerer Randfiguren des Romans ausborgen. Inkarnationen des Teufels sind
- der Stotterer Wendell Kretzschmar als Verführer zur Musik;
- der Gründer der Sekte Ephrata Cloister Beißel als ein Proselytenmacher mit Hilfe der Musik. Sein Chor im Betsaal habe zarte Instrumentalmusik nachgeahmt. Es sei im Falsett gesungen worden, wobei die Sänger kaum die Münder geöffnet, noch die Lippen bewegt hätten. Etwas wie unwiderstehlicher Sirenengesang sei es gewesen, der «engelhaft über den Köpfen der Versammelten geschwebt» habe, «unähnlich allem menschlich Gewohnten, unähnlich jedenfalls jedem bekannten Kirchengesang». Wer ihn einmal gehört habe, könne sich ihm fortan nicht mehr entziehen und wolle ihn immer wieder hören;
- der Theologie-Professor Kumpf in Halle, der überdies zur Lutherparodie wird, als er mit der Semmel nach dem Teufel wirft, den er in der Zimmerecke zu sehen meint;
- der Privatdozent Schleppfuß mit seinen Vorlesungen, in denen er das Geschlechtliche verteufelt;
- der hinkende Dienstmann in Leipzig, der den ahnungslosen, noch stadtfremden Leverkühn in ein Bordell führt;
- die Prostituierte im «spanischen Jäckchen», bei der sich Leverkühn wissentlich mit Syphilis infiziert;
- der intellektuelle Quertreiber Chaim Breisacher, ein ideologischer Wegbereiter des Faschismus;[19]
- der amerikanische Gelehrte Mr. Capercailzie (engl. Auerhahn; eine Anspielung auf «Anderer Teil D. Johann Fausti Historien» von 1593, in der der Teufel sich „Auerhahn“ nennt). Capercailzie unternimmt mit Leverkühn eine Tiefseefahrt in einer Tauchkugel und klärt ihn später über die monströsen Dimensionen des Alls auf (Kap. XXVII). Offen bleibt dabei, ob Leverkühns Erzählung willentliche Flunkerei ist, oder ob er amüsiert über zurückliegende Halluzinationen berichtet;
- der internationale Musikagent Saul Fitelberg (Kap. XXXVII), der Leverkühn in einem heiteren Intermezzo aus seiner selbst gewählten Abgeschiedenheit zu Konzertauftritten in der großen Welt, beginnend in Paris, überreden will. Dort entstehe musikalischer Ruhm durch den Skandal, oder er werde in drei, vier Salons gemacht, in denen sich Leverkühn allerdings zeigen müsse. Für den Aufbruch bietet Fitelberg, scherzhaft auf Goethes Mephistopheles anspielend, an, seinen «Zaubermantel» auszubreiten. Leverkühn lehnt ab, und der Teufel zieht diesmal unverrichteter Dinge wieder ab.

Dem Teufelsgespräch liegt eine Vision zu Grunde, die Thomas Mann in seiner Jugend während eines Italien-Aufenthaltes hatte und die bereits in Buddenbrooks und im Zauberberg verarbeitet ist. Als weitere Inspirationsquelle gab Thomas Mann die Teufelsbegegnung von Dostojewskis Iwan Karamasow in Die Brüder Karamasow an. Das Teufelsgespräch im 25. Kapitel des Doktor Faustus liegt in der Mitte des Romans (Der Roman hat zwar nur 47 Kapitel, doch kommt eine Nachschrift hinzu, weiter besteht das 34. Kapitel aus drei Teilen, sodass sich 49 Kapitel mit dem 25. im Zentrum ergeben) und ist von zentraler Bedeutung: Es ist Kunstgespräch und Paktszene in einem.
Mit den zahlreichen Zitaten und „Plagiaten“ (Goethe, Nietzsche, Dostojewski, Brecht, Schönberg, Adorno usw.), deren sich Thomas Mann im Doktor Faustus bedient, will er nicht zuletzt auch den Erschöpfungszustand der Kunst und die Überholtheit der Erfindungsgabe demonstrieren, ein Manko, das die Arbeit des modernen Künstlers so unsäglich erschwere, dass sie übermenschliche Kräfte verlange und für Leverkühn eben nur noch mit Hilfe des Teufels überwunden werden könne.
Syphilis
Das Dämonisch-sexuelle Motiv der Faustsage aktualisiert Thomas Mann. Anstelle der Unterzeichnung des Teufelspaktes mit dem eigenen Blut tritt die willentliche Ansteckung mit einer Geschlechtskrankheit; die Zeit bis zur zerebralen Zersetzung ist die gesetzte Frist: „Das alte kosmische Spiel zwischen Himmel und Hölle ist hereingeholt in die menschliche Person … Der theologische Konflikt ist säkularisiert, Gott und der Teufel sind säkularisiert, ja sie sind in einen einzigen Leib gebunden.“
Thomas Manns medizinischer Berater war der Mediziner und Schriftsteller Martin Gumpert, der seine Dissertation über die Syphilis-Erkrankung geschrieben hat. Bis zur Entdeckung des Penicillins war Syphilis eine verbreitete Seuche, die durch Geschlechtsverkehr übertragen wurde. Sie manifestiert sich in verschiedenen Organsystemen, vor allem aber im zentralen Nervensystem. „Genialisierung durch Krankheit“ ist ein literarisches Motiv des Fin de siècle und der in dieser Epoche aufgetretenen Kulturströmung Dekadenz, lässt sich aber naturwissenschaftlich nicht verifizieren. Friedrich Nietzsche war an Syphilis erkrankt, im Spätstadium der Seuche in geistige Umnachtung gefallen und nach langem Siechtum gestorben. Nietzsches Lebenslauf hat Thomas Mann als Vorlage für seine Kunstfigur Adrian Leverkühn gedient.

### Zur Musiktheorie

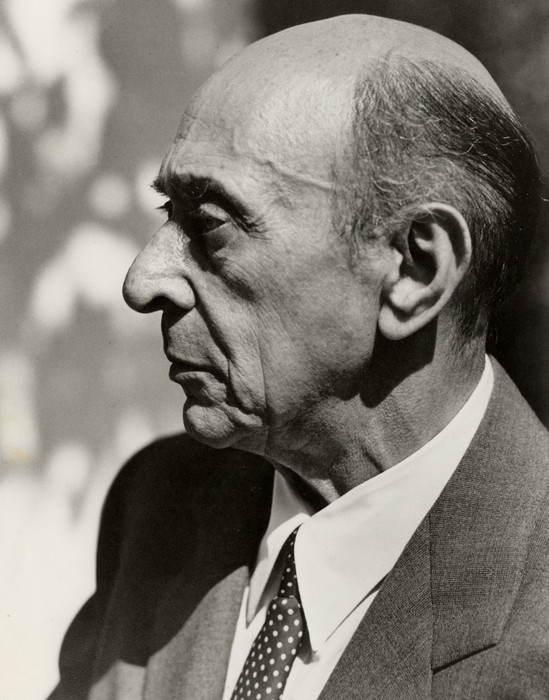
Arnold Schönberg in Los Angeles, etwa 1948

Obwohl der Roman sich mit dem Niedergang Deutschlands in der Zeit des Zweiten Weltkriegs, in der er geschrieben wurde, beschäftigt und wesentliche Kriegsepisoden explizit angesprochen werden (z. B. die Invasion 1944, nicht aber Auschwitz), spielt vor allem die Musik eine zentrale Rolle, insbesondere die Zwölftonmusik, die Adrian Leverkühn begründet haben soll (siehe unten). Musik ist hier, den Selbstkommentaren Thomas Manns zufolge, ein Paradigma für die Kunst überhaupt. Von Kritikern wird jedoch eingewandt, dass die Zwölftontechnik im Roman eine dämonische Bedeutung erhält, die sie in Wirklichkeit nicht besitzt.
Für das Romanprojekt studierte Mann musikwissenschaftliche Lehrbücher sowie Biographien, darunter solche zu Mozart, Beethoven, Hector Berlioz, Hugo Wolf und Alban Berg. Seine musikalischen Erfahrungen hatten aber mehr mit dem Hören seiner Lieblinge Wagner und Brahms zu tun, es fehlte ihm an Expertise, vor allem der zeitgenössischen Musik. Deshalb nahm er Kontakt mit Komponisten wie Igor Strawinsky, Arnold Schönberg und Hanns Eisler auf, um sich in Sachen Komposition unterweisen zu lassen.
Angeregt und illuminiert durch das Initialstadium der entzündlichen Gehirnzerstörung erfindet Leverkühn die „Zwölftonmusik“, auf eigene Hand und ohne von Arnold Schönberg zu wissen. In seinen Selbstkommentaren nennt Thomas Mann die Reihentechnik Teufelswerk und befürchtet amüsiert: «Schönberg wird mir die Freundschaft kündigen». Tatsächlich führte der Roman zum Zerwürfnis zwischen Thomas Mann und Arnold Schönberg. Dieser fühlte sich verletzt, ausspioniert und hintergangen und setzte sich öffentlich zur Wehr. Dass Thomas Mann ausgerechnet mit T. W. Adorno zusammengearbeitet hatte, machte die Sache nur schlimmer, weil Schönberg immer schon eine Abneigung gegen seinen größten Apologeten hegte. Die ab der zweiten Auflage von Thomas Mann hinzugefügte Anmerkung auf der letzten Seite, in der Schönberg die Priorität an der „Zwölftonmusik“ ausdrücklich eingeräumt wird, konnte das einmal belastete Verhältnis nicht wirklich bessern.

Theodor W. Adorno

Der wichtigste Berater für Thomas Mann war jedoch der Musiker, Komponist, Musiksoziologe und Philosoph Theodor W. Adorno. Die musiktheoretischen Äußerungen des Teufels im Teufelskapitel stammen nahezu wörtlich aus Adornos Philosophie der neuen Musik, mit dessen Erlaubnis. Auch sonst ließ sich Thomas Mann von handschriftlichen Entwürfen Adornos leiten. Er änderte viele Stellen des Romans nach ausgiebigen Diskussionen mit seinem Helfer. Thomas Mann nannte Adorno „seinen wirklichen geheimen Rat“. Die musikalischen Defizite Manns werden an einigen Fehlern im Roman deutlich. Weil er z. B. in Adornos Handschrift das Wort „Eigengewicht“ nicht entziffern konnte, gelangte die Formulierung vom „Fugengewicht der Akkorde“ in den Roman. In der neuen kritischen Ausgabe ist der Lapsus korrigiert. Weiter wurden Eigenmächtigkeiten der Sekretärinnen und Setzer korrigiert, die ihnen unverständliche Worte oft einfach durch andere ersetzt hatten. Nach der ersten Ausgabe nahm Thomas Mann in Zusammenarbeit mit Erika Mann Textkürzungen vor, da er befürchtete, dass die musiktheoretischen Anteile den Lesern zu lang würden. Dabei entstanden eine Reihe von Anschlussfehlern, weil Bezüge zu den Auslassungen nicht mitverändert wurden. Diese Fehler werden auch in der neuen Ausgabe nicht korrigiert.
Peter Benary fand folgenden Interpretationsfehler: „Auch die einfühlsamen Äußerungen Thomas Manns“ (und Adornos) „in seinem »Doktor Faustus« verkennen im Grunde das Thema »in seiner idyllischen Unschuld«“ (Arietta-Thema in Beethovens letzter Klaviersonate), „wenn er das Hauptmotiv mit »Himmelsblau«, »Liebesleid« und »Wiesengrund« skandiert, denn [die Tonfolge]   ist nicht daktylisch ( — ‿ ‿ ), sondern anapästisch  ( ‿ ‿— ) [wie ‚Sinfonie‘] zu skandieren.“
Der musikalisch-philosophische Teil des Romans muss als Koproduktion Manns und Adornos angesehen werden. Dies führte nach dem Tode Manns zu Konflikten mit Erika Mann, die durch selektive Veröffentlichung von Tagebuchauszügen oder Briefen alles daran setzte, den Anteil Adornos am Werk zu negieren, da diese Zusammenarbeit aus ihrer Sicht an den Nimbus des „Zauberers“ rührte. Dies hat Adorno zutiefst getroffen. Thomas Mann hatte das vorhergesehen, er notierte, dass es zwar ihm nichts ausmache, dass Adornos Anteil bekannt würde, dass es aber schon jetzt „Ärger mit den Frauen“ deswegen gebe (gemeint sind Katia und Erika Mann). Die Entstehung des Doktor Faustus war auch dahingehend motiviert, Adornos Anteil ins rechte Licht zu rücken, was aber nicht half, die Angelegenheit endgültig zu klären. Erst durch den veröffentlichten Briefwechsel Adorno-Mann wurde der Anteil Adornos zweifelsfrei belegt.

## Adaptionen

### Musik
In Hans Werner Henzes 1997 geschriebenem 3. Violinkonzert findet sich eine explizite Bezugnahme in den drei Satztiteln:
- Esmeralda. nicht eilen, tänzerisch gemütvoll
- Das Kind Echo: Adagio – Tempo giusto
- Rudolf S.: Andante – Più mosso

1952 publizierte Hanns Eisler das Libretto seiner Oper Johann Faustus. Diese Oper basiert auf dem Puppenspiel, wurde aber auch durch Gespräche mit Thomas Mann während dessen Niederschrift des Doktor Faustus beeinflusst. Nach heftigen politischen Auseinandersetzungen beim Formalismusstreit in der DDR blieb Eislers Oper ein Fragment.

### Film
Der Roman wurde 1981/82 Vorlage des gleichnamigen Films von Franz Seitz (Produktion, Drehbuch, Regie). Jon Finch spielte Adrian Leverkühn, Hanns Zischler war der Darsteller des Serenus Zeitblom und André Heller spielte den Satan. In weiteren Rollen wirkten mit: Margot Hielscher, Hans Korte, Herbert Grönemeyer, Marie-Hélène Breillat und Lothar-Günther Buchheim; Christoph Schlingensief war Kamera-Assistent.

### Hörspiel
Siehe im folgenden Abschnitt #Textausgaben und -versionen unter Hörbücher.

## Textausgaben und -versionen

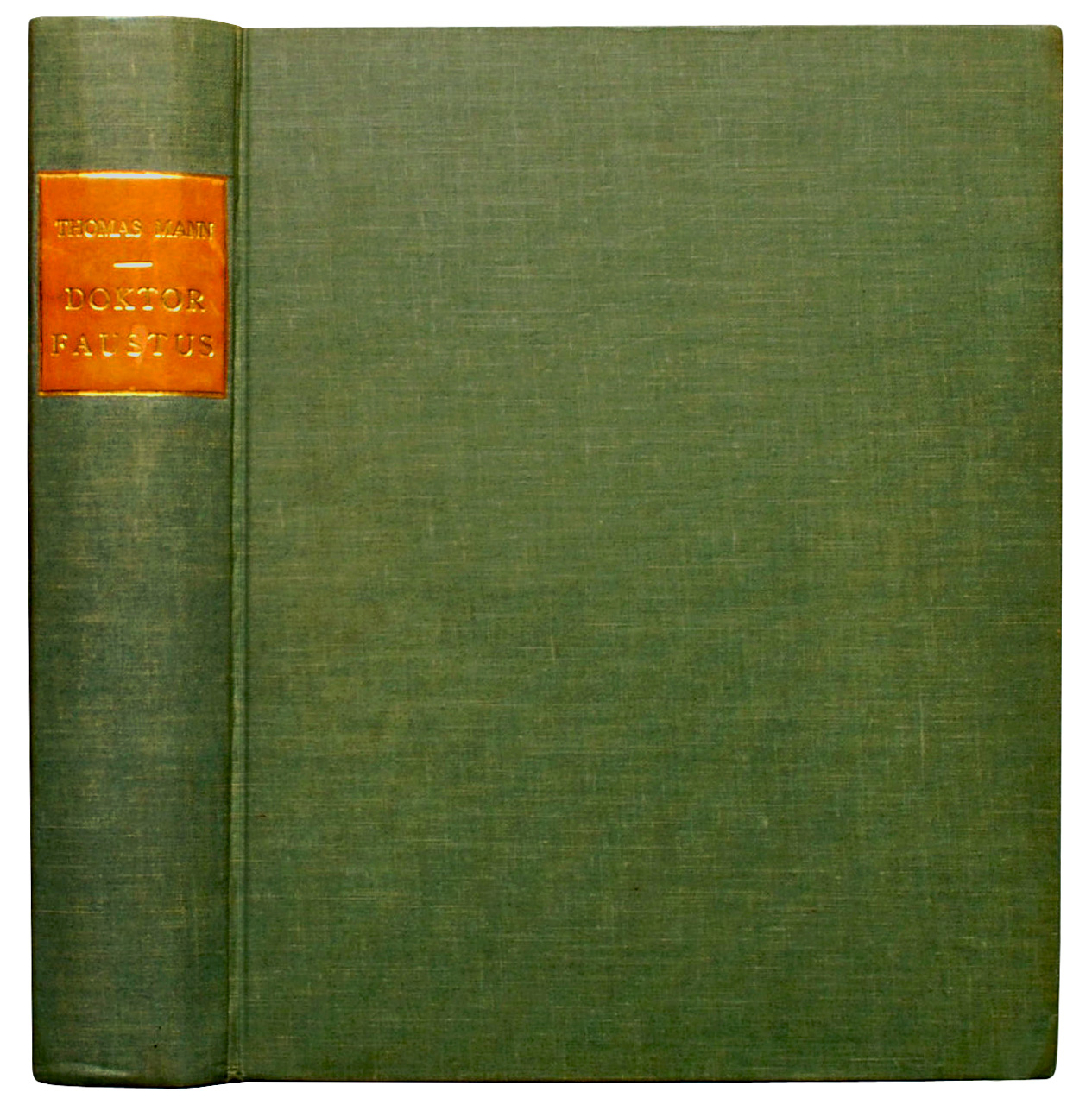
Bibliophiler Erstdruck, erschienen in den USA: 50 nummer. und sign. Expl plus 8 nummer. und sign. Expl. A -H.

- Doktor Faustus. Das Leben des deutschen Tonsetzers Adrian Leverkühn, erzählt von einem Freunde (Stockholmer Ges.-Ausg.), Bermann-Fischer, Stockholm 1947 (772 S.).
- Doktor Faustus. Das Leben des deutschen Tonsetzers Adrian Leverkühn erzählt von einem Freunde. 1.–7. Tsd. Suhrkamp, Berlin / Frankfurt am Main 1947 (806 S.).
- Doktor Faustus. Das Leben des deutschen Tonsetzers Adrian Leverkühn, erzählt von einem Freunde (Große kommentierte Frankfurter Ausgabe. Werke, Briefe, Tagebücher. Band 10/1 und 2).
  - Teilband 10/1. [Textband]. Hrsg. u. textkritisch durchges. von Ruprecht Wimmer. S. Fischer, Frankfurt am Main 2007 (741 S.).
  - Teilband 10/2: Kommentar von Ruprecht Wimmer. S. Fischer, Frankfurt am Main 2007 (1266 S.).

Hörbücher:
- Doktor Faustus. Hörbuch. Gelesen von Gert Westphal (22 CDs). Deutsche Grammophon, ISBN 3-8291-1457-5.
- Doktor Faustus. Hörspiel. Bearbeitung: Leonhard Koppelmann, Hermann Kretzschmar, Manfred Hess. Musik: Hermann Kretzschmar. Regie: Leonhard Koppelmann. Produktion: Hessischer Rundfunk / Bayerischer Rundfunk in Kooperation mit Internationale Ensemble Modern Akademie. Mit Hanns Zischler, Werner Wölbern, Mathias Habich u. a. (10 CDs 774 Min.), Hörverlag, München 2007, ISBN 978-3-86717-075-8.

## Sekundärliteratur
- Thomas Mann: Die Entstehung des Doktor Faustus. Roman eines Romans. Fischer Taschenbuch, Frankfurt am Main 2001, ISBN 3-596-29427-4.
- Hannelore Mundt: „Doktor Faustus“ und die Folgen. Kunstkritik als Gesellschaftskritik im deutschen Roman sei 1947. Bouvier, Bonn 1989, ISBN 3-416-02159-2.
- Erich Heller: Thomas Mann. Der ironische Deutsche. Suhrkamp, Frankfurt am Main 1975, ISBN 3-518-36743-9.
- Hubert Orłowski: Prädestination des Dämonischen. Zur Frage des bürgerlichen Humanismus in Thomas Manns „Doktor Faustus“. Wydawnictwo Naukowe UAM, Poznań 1969.
- Jochen Schmidt: Thomas Mann: Dekadenz und Genie. In: Jochen Schmidt: Die Geschichte des Genie-Gedankens in der deutschen Literatur, Philosophie und Politik 1750–1945. Band 2, Darmstadt 1985, S. 238–277.
- Hans Wißkirchen, Thomas Sprecher (Hrsg.): „und was werden die Deutschen sagen??“. Thomas Manns Roman Doktor Faustus. Dräger, Lübeck 1997, ISBN 3-925402-75-6.
- Hans Hilgers: Serenus Zeitblom. Der Erzähler als Romanfigur in Thomas Manns „Doktor Faustus“. 2. Auflage. Lang, Frankfurt am Main u. a. 1997, ISBN 3-631-31966-5.
- Christian Albrecht: Protestantismusdeutung und protestantisches Erbe in Thomas Manns Roman „Doktor Faustus“. In: Zeitschrift für Theologie und Kirche. Band 95, 1998, S. 410–428.
- Andreas Urs Sommer: Der mythoskritische „Erasmusblick“. Doktor Faustus, Nietzsche und die Theologen. In: Eckhard Heftrich, Thomas Sprecher (Hrsg.): Thomas Mann Jahrbuch. Band 11. 1998, S. 61–71.
- Jürgen Joachimsthaler: Politisierter Ästhetizismus. Zu Th. Manns „Mario und der Zauberer“ und „Doktor Faustus“. In: Edward Białek, Manfred Durzak, Marek Zybura (Hrsg.): Literatur im Zeugenstand. Beiträge zur deutschsprachigen Literatur- und Kulturgeschichte. Festschrift zum 65. Geburtstag von Hubert Orłowski. Frankfurt u. a. 2002, S. 303–332.
- Eva Schmidt-Schütz: „Doktor Faustus“ zwischen Tradition und Moderne. Eine quellenkritische und rezeptionsgeschichtliche Untersuchung zu Thomas Manns literarischem Selbstbild. Klostermann, Frankfurt am Main 2003, ISBN 3-465-03212-8.
- Christoph Gödde, Thomas Sprecher (Hrsg.): Thomas Mann – Theodor W. Adorno. Briefwechsel 1943–1955. Fischer, Frankfurt am Main 2003, ISBN 3-596-15839-7.[30]
- Werner Röcke (Hrsg.): Thomas Mann – Doktor Faustus 1947–1997. Bern u. a. 2004, ISBN 3-03910-471-3.
- Hans Rudolf Vaget: Seelenzauber. Thomas Mann und die Musik. Fischer, Frankfurt am Main 2006, ISBN 3-10-087003-4.
- Heinrich Detering, Friedhelm Marx, Thomas Sprecher (Hrsg.): Thomas Manns „Doktor Faustus“ – neue Ansichten, neue Einsichten. Klostermann, Frankfurt am Main 2013, ISBN 978-3-465-03813-9.
- Maurice Blanchot: Thomas Mann. Begegnungen mit dem Dämon. Herausgegeben und aus dem Französischen übersetzt von Marco Gutjahr. Turia+Kant, Wien/Berlin 2017, ISBN 978-3-85132-839-4.